# Kulturattaché
En kulturattaché är en attaché vars uppgift är att sprida och informera om hemlandets språk och kultur, samt att främja kulturutbyte länderna emellan. En attaché är den lägsta befattningen vid en beskickning; personer med högre tjänsteställning kallas kulturråd.
Ordet kulturattaché är belagt i svenska språket sedan 1929.

## Sverige
I Sverige är Kulturdepartementet huvudman för de utsända kulturråden som (2024) finns vid Sveriges ambassader i Berlin, London och Washington. Kulturråd finns även i Paris, med Svenska institutet som huvudman, samt vid Sveriges ständiga representation vid Europeiska unionen i Bryssel. Tidigare har det även funnits kulturråd i Pretoria, Istanbul och Peking.
Kulturrådet har till uppgift att stimulera internationella samarbeten och ömsesidiga utbyten mellan kultursektorn i Sverige och i stationeringsländerna, och genom det främja svenskt kulturliv och svenska kulturella och kreativa branscher i utlandet.